# Engelenstraat (Rekem)
De Engelenstraat is een straat in Oud-Rekem (gemeente Lanaken) in de Belgische provincie Limburg.
Vanaf de Groenplaats doorkruist de Engelenstraat in het zuiden de Herenstraat waarna de straat verder naar het zuiden doodloopt. Er bevinden zich twee monumentale panden uit de 19e eeuw (nr.'s 2 en 6) en één uit de 17e eeuw (nr. 14). Naast de voormalige Sint Pieterskerk (achterkant) bevindt zich nog een met kasseien geplaveide steeg (Het Getske) die de straat verbindt met Onder de Linden ter hoogte van het voormalig gerechtshof annex huis van de schepenbank.
Groenplaats · Herenstraat · Engelenstraat · Isabellastraat · Kanaalstraat · Nieuwe Walstraat · Onder de Linden · Oude God · Patersstraat · Schijfstraat · Walstraat